# M/S Schleswig-Holstein
M/S Schleswig Holstein är ett fartyg ägt av Scandlines. Hon trafikerar linjen Rødby–Puttgarden. M/S Schleswig-Holsteins systerfartyg är M/S Deutschland (1997). 
Historiskt sett har namnet använts för ett annat fartyg SMS Schleswig-Holstein, även det fartyget hade SMS Deutschland som systerfartyg. SMS Schleswig-Holstein var ett tyskt slagskepp som användes i båda världskrigen. Schleswig-Holstein avfyrade de första skotten i andra världskriget genom att beskjuta den polska militärbasen i Westerplatte (hamnområdet i Gdansk) den 1 september 1939.

## Bilder

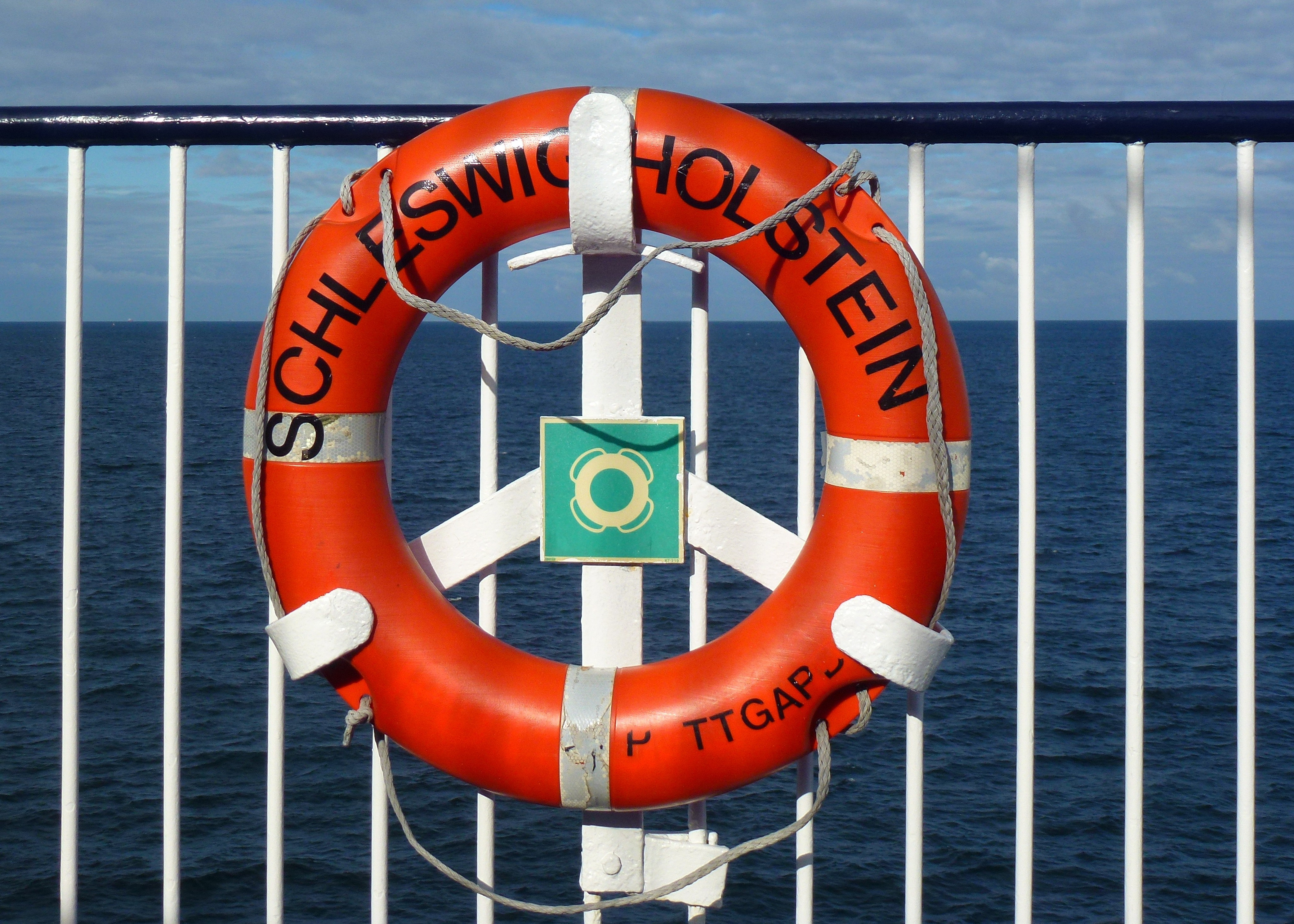
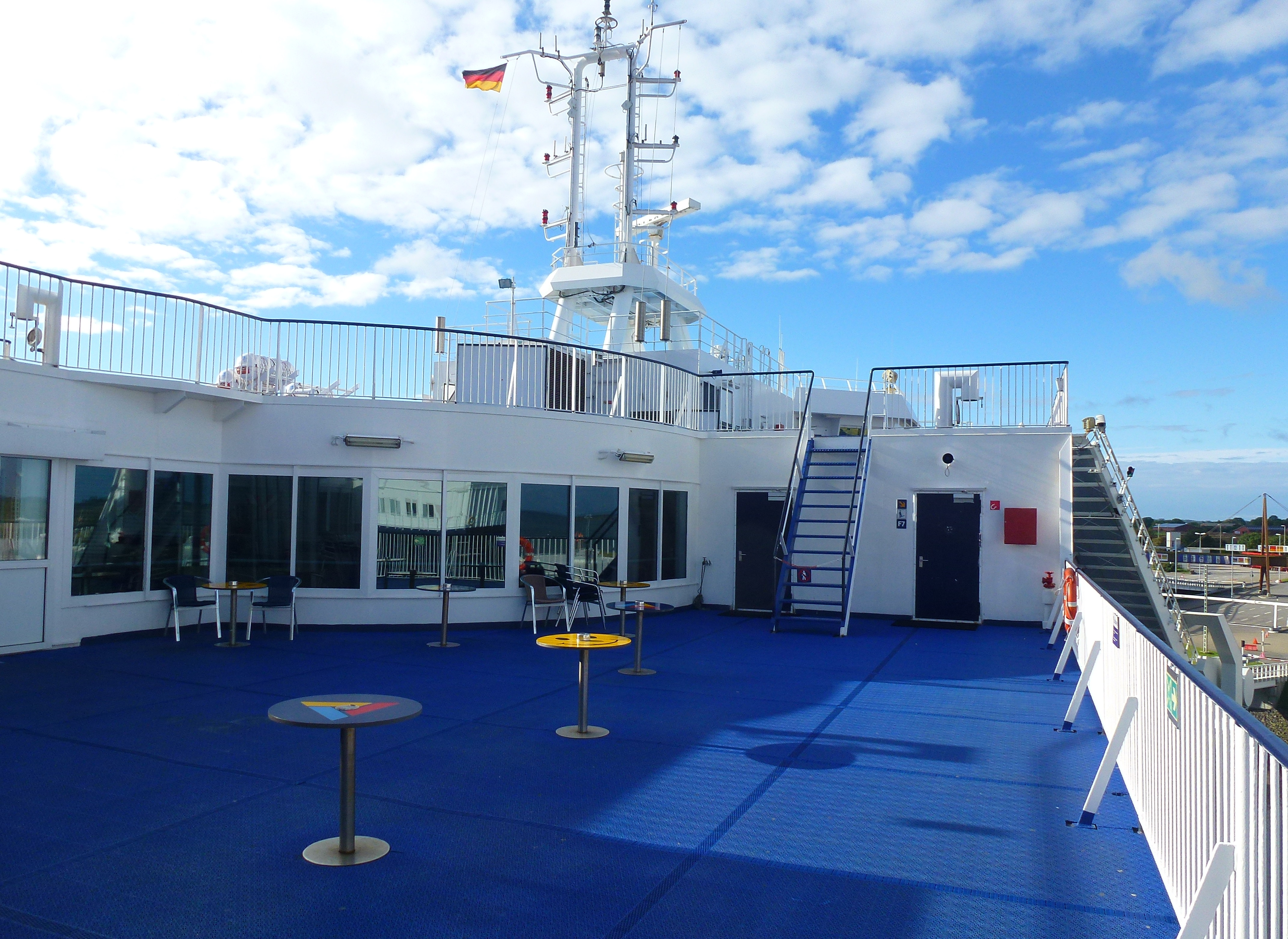
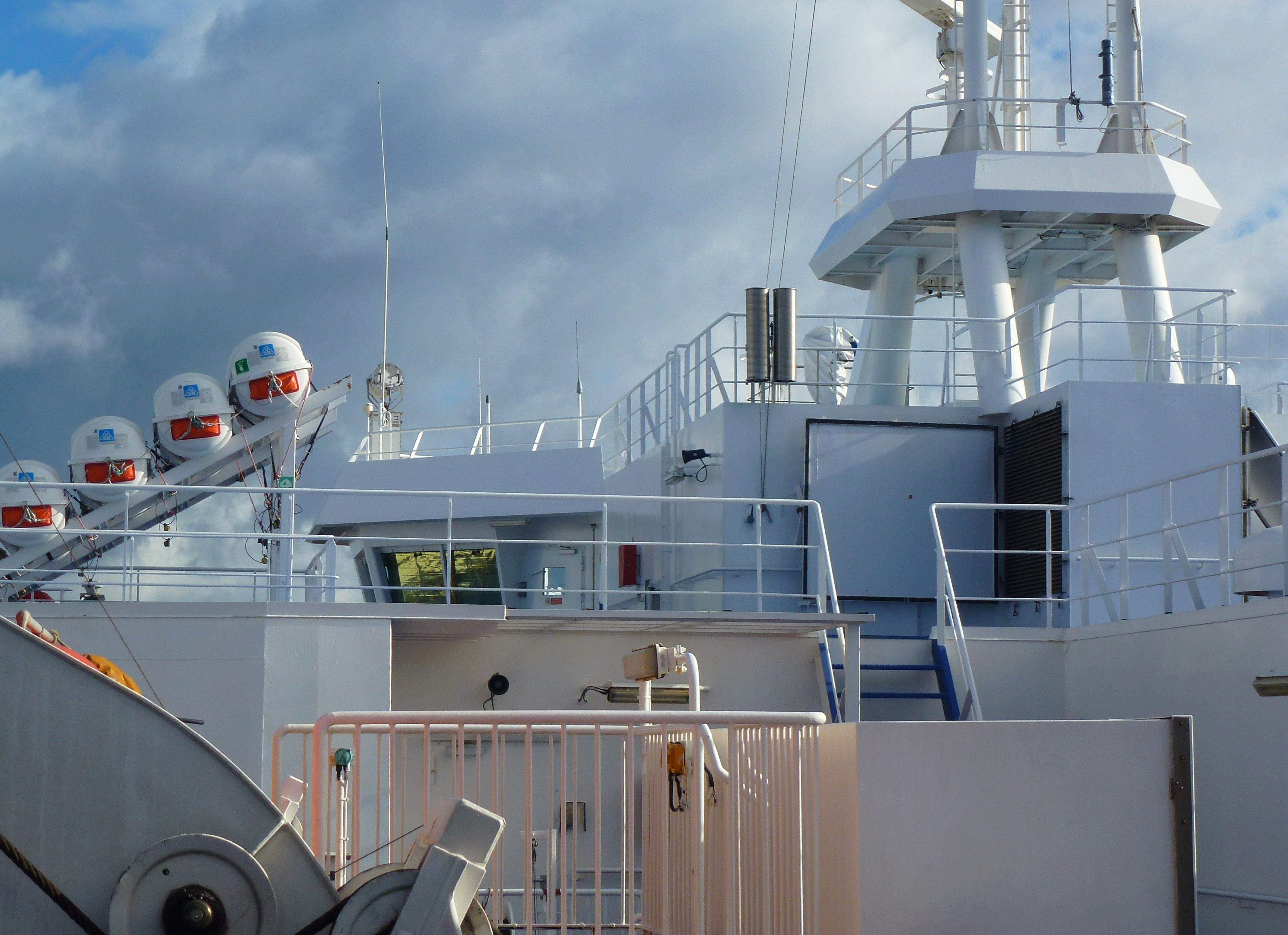
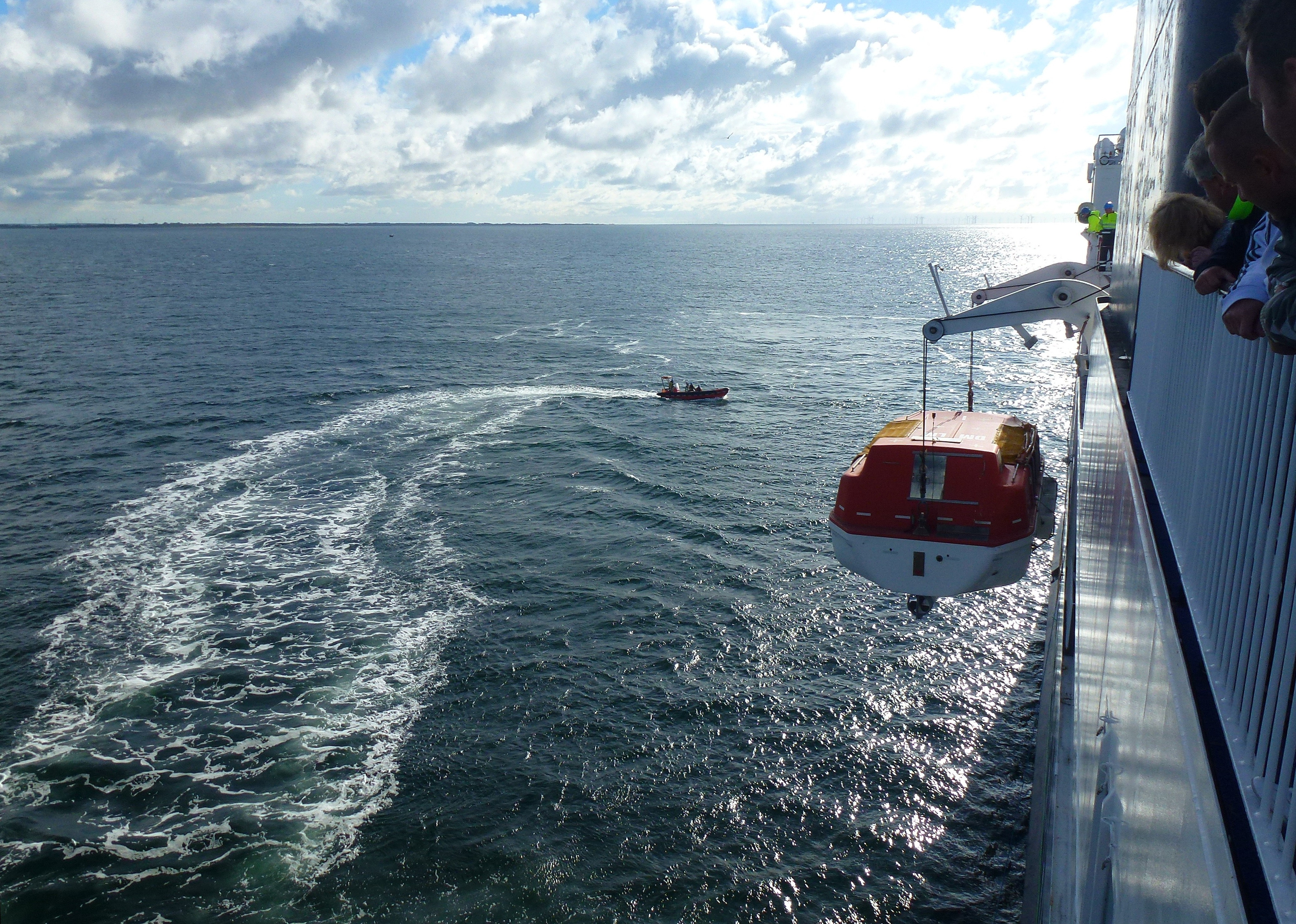

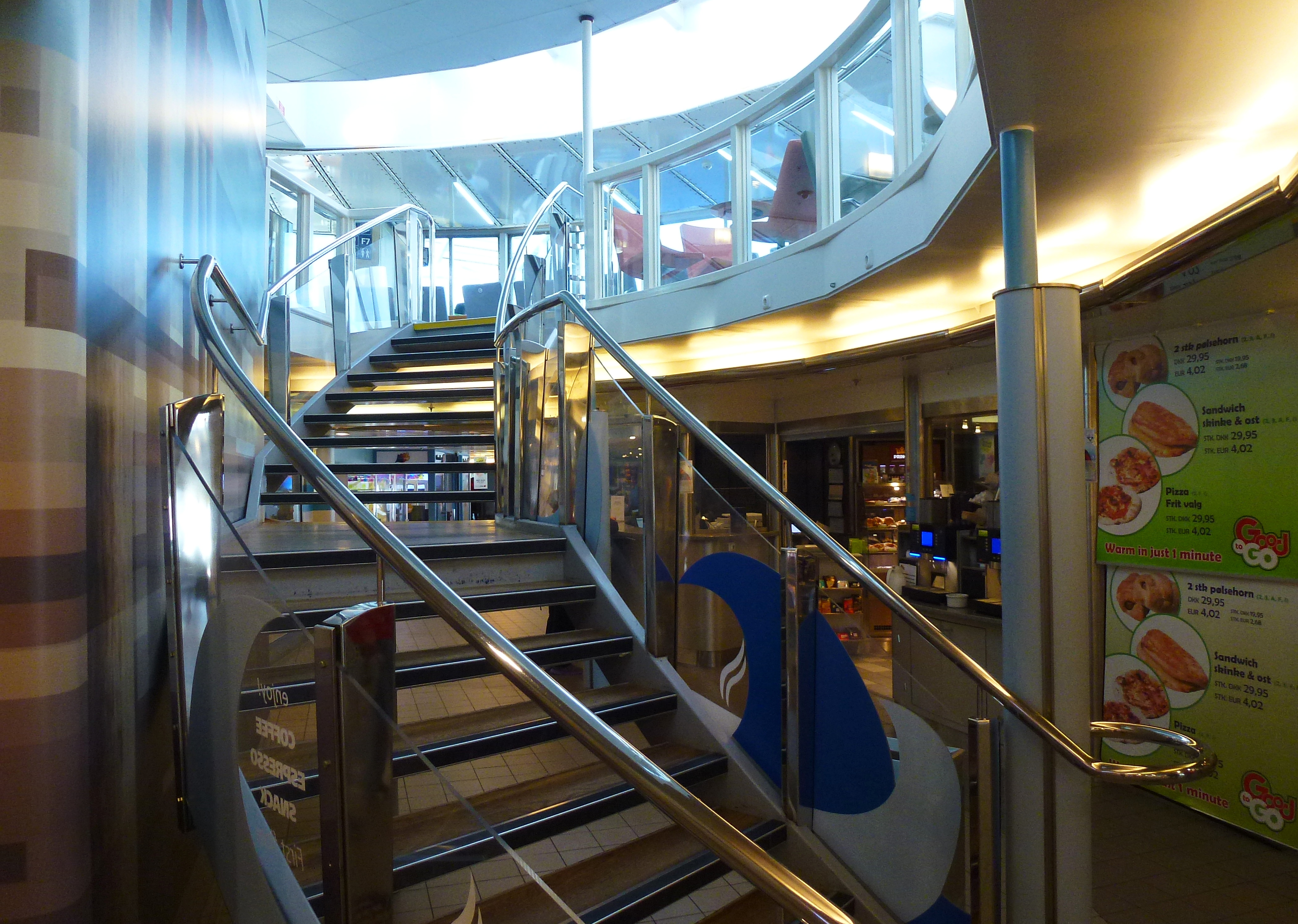
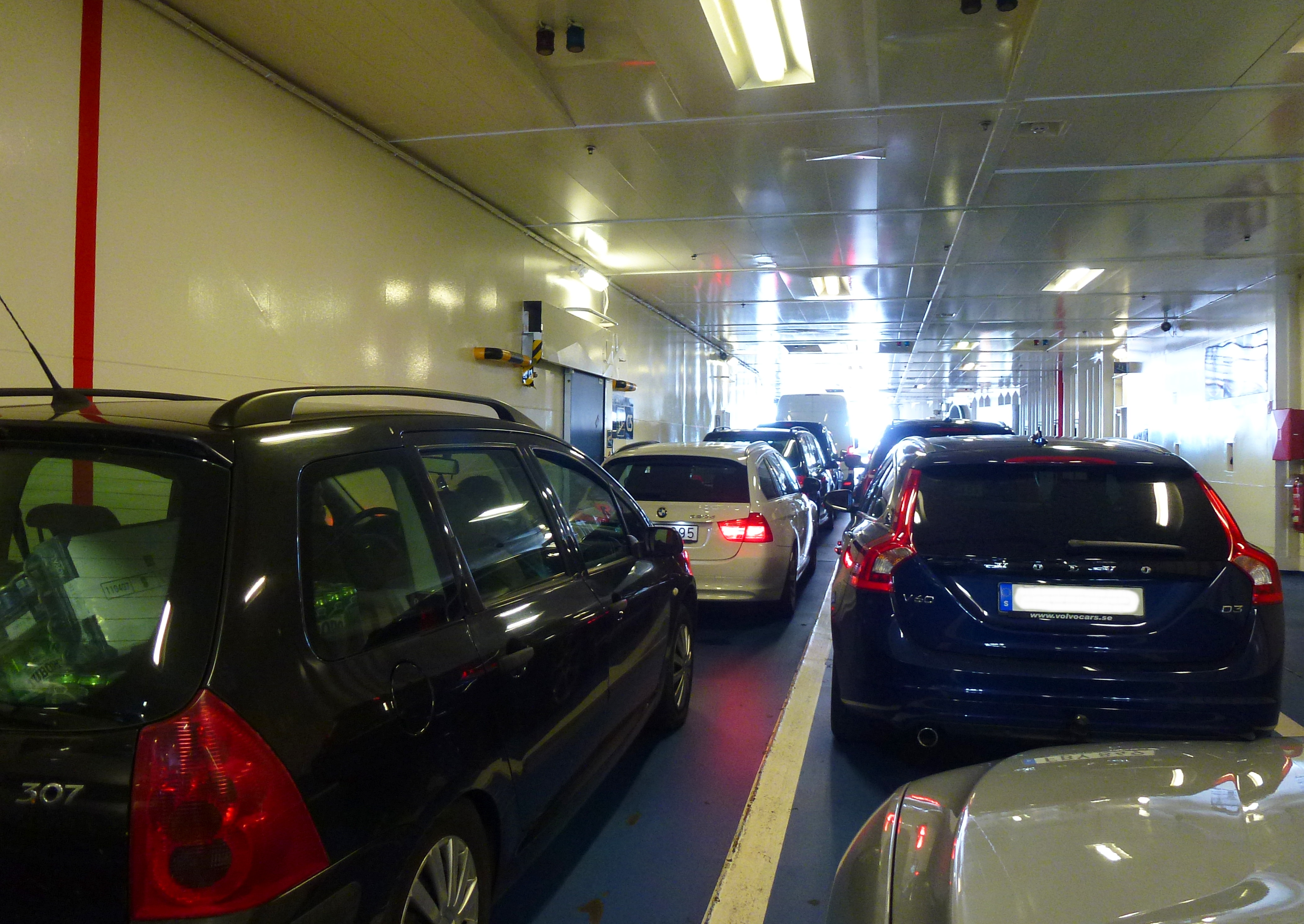
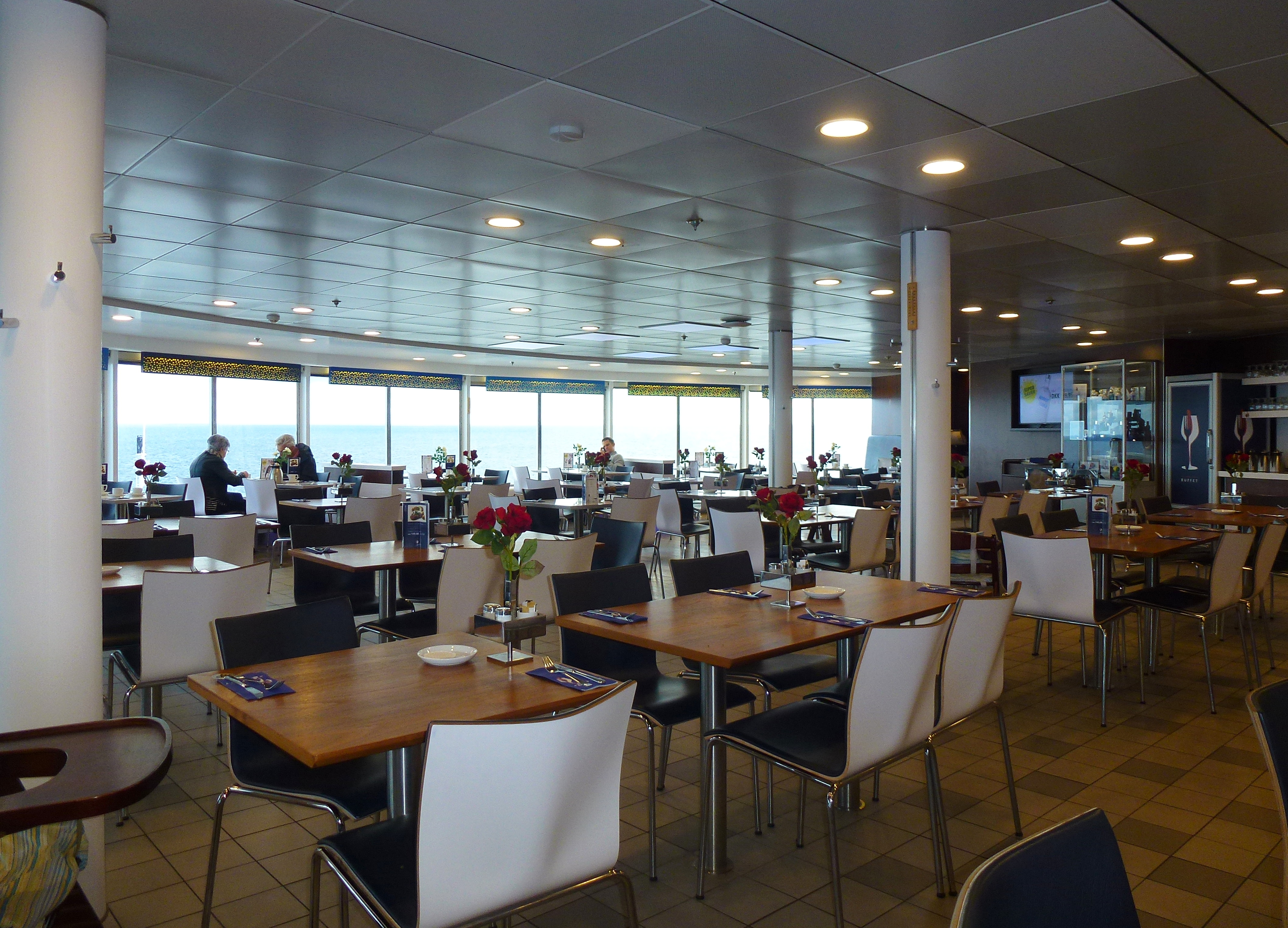
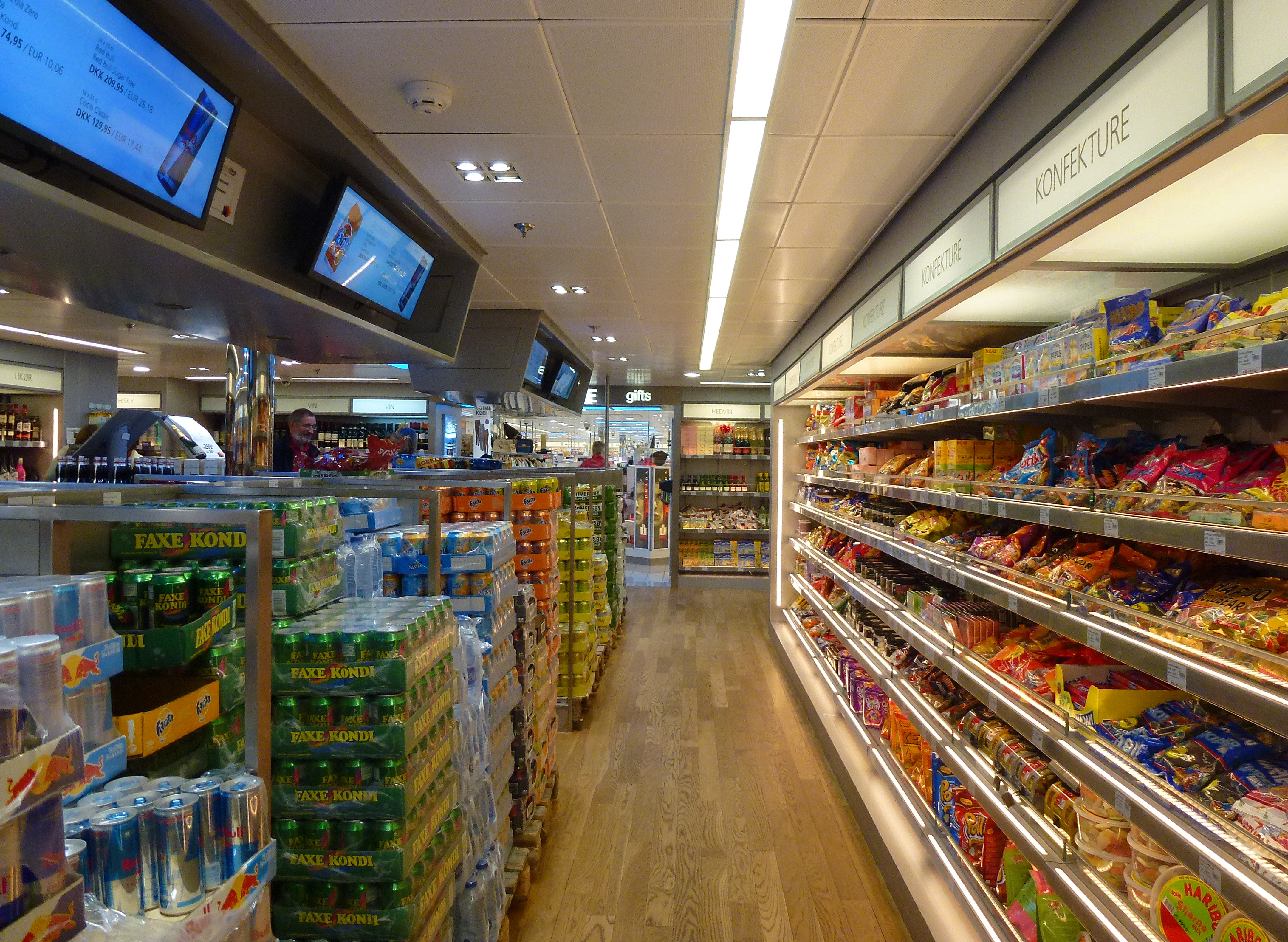

Exteriör
Interiör